# 浦幌車站
浦幌車站（日语：／ Urahoro eki */?）是位於北海道十勝郡浦幌町本町的北海道旅客鐵道（JR北海道）根室本線的鐵路車站。車站編號為K40。電報略號為ウラ。特急列車「大空 (列車)」於早上（4號）及晚上（13號）會在本站停靠。
車站名稱來自阿伊努語的「orap-oro」（有川芎的地方）或「urar-poro」（霧大）。

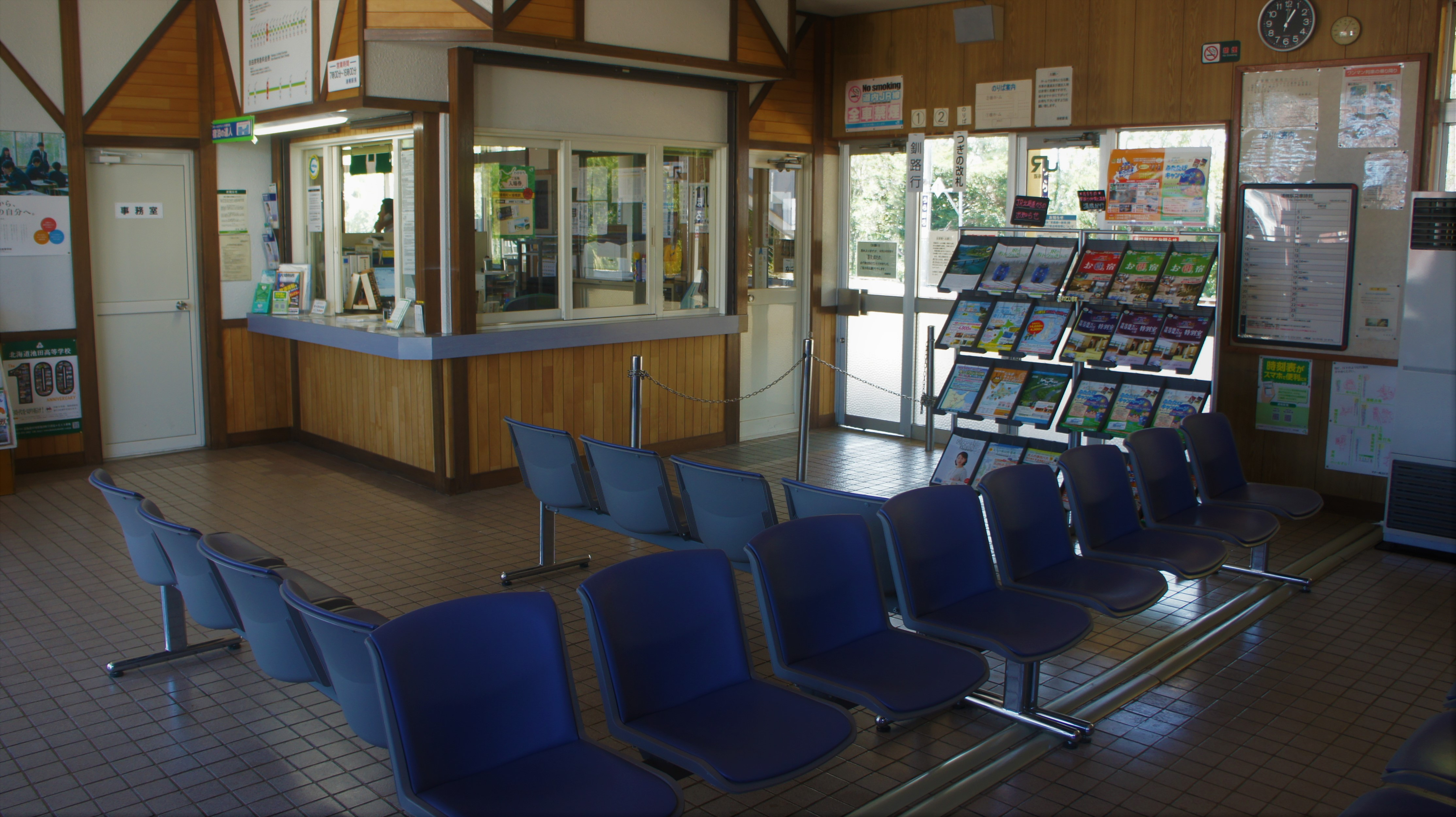
車站內部（2018年9月）

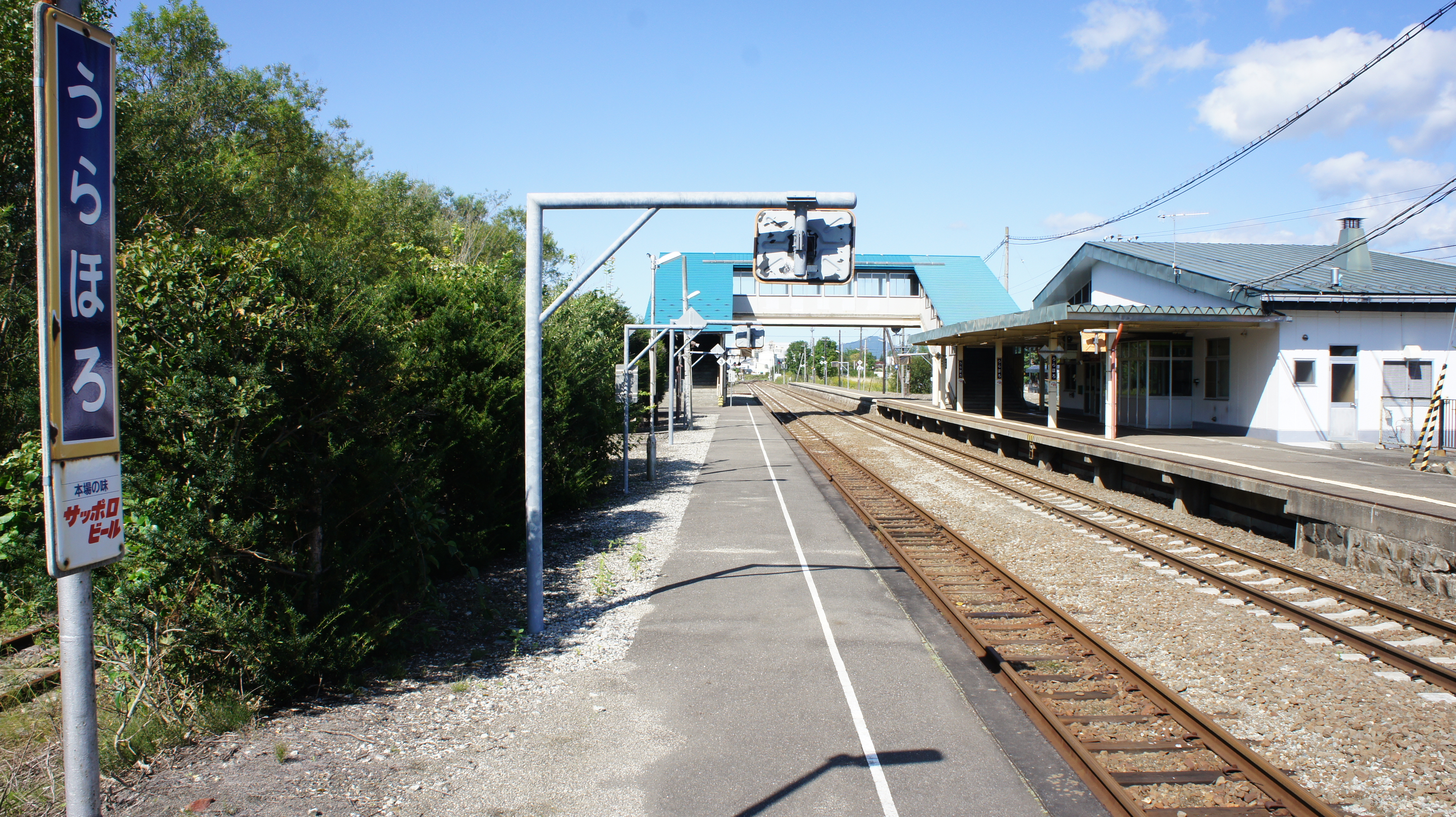
月台（2018年9月）

## 歷史
- 1903年（明治36年）12月25日 - 以北海道官設鐵路開始營業。一般車站。並設置釧路機關庫浦幌派出所。
- 1904年（明治37年）12月15日 - 釧路機關庫浦幌派出所變更為池田機關庫所管理。
- 1905年（明治38年）4月1日 - 被編入國有鐵道。
- 1978年（昭和53年）11月26日 - 車站大樓改建。
- 1982年（昭和57年）9月10日 - 廢除貨物處理。
- 1984年（昭和59年）2月1日 - 廢除行李處理。
- 1987年（昭和62年）4月1日 - 國鐵分割民營化後，由JR北海道繼承。

## 車站構造
- 浦幌車站為2面2線、側式月台的地面車站。列車停靠、上下行列車等基本上使用位於車站大樓旁的1號線。而2號線則會在交換列車的情況下使用。
- 配置職員車站。設有綠窗口（營業時間為07時10分～17時10分）。

## 車站周邊
為浦幌町的中央車站。
- 國道38號
- 北海道道413號浦幌停車場線
- 北海道道56號本別浦幌線
- 北海道道597號十弗浦幌線
- 浦幌町役場
- 池田警察署浦幌派出所
- 浦幌郵政局（併設日本郵政帶廣分店浦幌配送據點）
- 帶廣信用金庫浦幌分店
- 浦幌町農業協同組合（JA浦幌町）總所
- 北海道浦幌高等學校
- 十勝巴士、釧路巴士「浦幌 HELLO PARK」站

## 相鄰車站
北海道旅客鉄道（JR北海道）
■根室本線
新吉野（K39）－浦幌（K40）－（常豐信號場）－（上厚內信號場）－厚內（K42）

## 外部連結
- （日語）JR北海道 – 浦幌車站 （页面存档备份，存于）
- （日語）浦幌車站 （页面存档备份，存于）
- （日語）全驛參觀之旅 （页面存档备份，存于）